# Подгорное (Первомайское сельское поселение)
Подго́рное (до 1948 — Се́ппяля, фин. Seppälä) — посёлок в Первомайском сельском поселении Выборгского района Ленинградской области.

## Название
Финское название происходит от антропонима Сеппя, которое восходит восходит к финскому seppä — «кузнец». 
В начале 1948 года на собрании работников подсобного хозяйства Центрального телеграфа деревне Ронту было избрано новое название — Горелово. Три месяца спустя оно было изменено на Холмы, а в августе 1948 года оно было вновь изменено, теперь на Подгорная. Это название было распространено и на соседнюю деревню Сеппяля.

## История
Деревня Сеппяля располагалась на двух холмах, имевших местные названия: Коуккуланмяки и Каукосмяки.

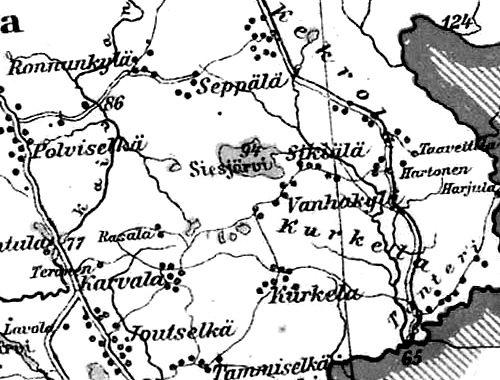
Деревня Сеппяля на финской карте 1923 года

До 1939 года деревня Сеппяля входила в состав волости Кивеннапа Выборгской губернии Финляндской республики. В деревне было 20 домов.
Согласно данным 1966, 1973 и 1990 годов посёлок Подгорное входил в состав Ленинского сельсовета.
В 1997 году в посёлке Подгорное Ленинской волости проживали 238 человек, в 2002 году — 258 человек (русские — 82 %).
В 2007 году в посёлке Подгорное Первомайского СП проживали 256 человек, в 2010 году — 277 человек.

## География
Посёлок расположен в южной части района близ автодороги А181 (часть E 18) «Скандинавия» (Санкт-Петербург — Выборг — граница с Финляндией).
Расстояние до административного центра поселения — 3 км.
Расстояние до ближайшей железнодорожной станции Зеленогорск — 24 км. 
К северу от посёлка находится болото Совиное, к западу — река Птичья.

## Демография
| 2007 | 2010 | 2017 | 2021 |
| ---- | ---- | ---- | ---- |
| 256  | ↗277 | ↘248 | ↘187 |

## Улицы
Магистральная, Центральная.

## Садоводства
Нива